# Ferdinand Guillemardet
Ferdinand Pierre Marie Dorothée Guillemardet est un homme politique français, né le 3 avril 1765 à Couches,, et mort le 4 mai 1809 à Paris (ancien 12e arrondissement). 
Député de la Saône-et-Loire sous la Révolution, il est brièvement ambassadeur en Espagne pendant le Directoire, puis préfet sous le Consulat et l'Empire.

## Biographie

### Premières années
Ferdinand Guillemardet nait près d'Autun en 1765, fils d'Anne Brémont et de Jean-Baptiste Guillemardet, chirurgien et échevin de la ville d'Autun.   
Il est reçu docteur en médecine, à l'université de Montpellier en avril 1785, et au collège des médecins d'Autun en décembre 1787.  
En 1788, il épouse Lazarette Lamarre. De leur union naîtront deux filles et deux fils : 
- Louis Philippe Guillemardet (1790-1865) qui sera secrétaire général au ministère des Finances et chevalier de la Légion d'honneur en 1838[4]
- Louis Félix Guillemardet (1796-1842), ami de jeunesse du peintre Delacroix[5]

En 1791, Guillemardet, membre actif de la Société jacobine d'Autun, est élu maire de la ville, par 322 suffrages sur 438 votants, fonction qu'il occupe du 13 novembre 1791 au 16 septembre 1792.

### Mandat à la Convention
La monarchie constitutionnelle, mise en place en application de la constitution du 3 septembre 1791, prend fin à l'issue de la journée du 10 août 1792 : les bataillons de fédérés bretons et marseillais et les insurgés des faubourgs de Paris prennent le palais des Tuileries. Louis XVI est destitué et incarcéré avec sa famille à la tour du Temple.  
En septembre, Ferdinand Guillemardet est élu député du département de Saône-et-Loire, le sixième sur onze, à la Convention nationale.  
Lors du procès de Louis XVI, il vote la mort et rejette l'appel au peuple et le sursis à l'exécution de la peine. En avril 1793, il est absent lors du scrutin sur la mise en accusation de Jean-Paul Marat. En mai de la même année, il vote contre le rétablissement de la Commission des Douze.  
À la tête d'un groupe anti-jacobin, il fait à Auxerre un discours très anticlérical. 

### Du Directoire au Premier Empire
Il est élu élu député au Conseil des Cinq-Cents où il siège du 16 octobre 1795 au 1er mai 1798. Il est un des amis de Charles François Delacroix, père du peintre Eugène Delacroix dont il déclare la naissance le 26 avril 1798.
Talleyrand, ministre des affaires extérieures - et qui le connaissait probablement depuis Autun dont il avait été désigné évêque en 1788 -, nomme Guillemardet, en mai 1798, ambassadeur en Espagne. Goya fait son portrait entre juillet 1798 et juillet 1799 (ill. ci-dessus du tableau conservé au musée du Louvre).
Talleyrand le rappelle en 1800, peut-être pour incompétence, et à cause des griefs de Charles IV, mais Guillemardet n'est pas en disgrâce puisqu'il intègre le corps des préfets qui vient d'être créé par le Premier Consul Bonaparte : il est nommé préfet de la Charente-Inférieure (aujourd'hui Charente-Maritime) ; c'est lui qui prend l'arrêté préfectoral du 25 septembre 1802 qui défigurera la basilique Saint-Eutrope de Saintes. Il est également membre de l'Académie des belles-lettres, sciences et arts de La Rochelle.
Il est fait chevalier de la Légion d'honneur le 14 juin 1804.
Du 12 juillet 1806 au 7 octobre 1807, il est préfet de l'Allier. 
Guillemardet est fait chevalier de l'Empire le 5 octobre 1808. 
Sa santé mentale se dégrade depuis un accès de fureur qui l'a saisi en octobre 1807 dans une auberge de Moulins. Il est interné à Paris dans une maison de santé, où il meurt en mai 1809, âgé de quarante-quatre ans.

### Iconographie
- 1798 Goya a fait de lui un portrait qui est au musée du Louvre

### Expositions
- Musée Rolin à Autun,  De Goya à Delacroix, les relations artistiques de la famille Guillemardet du 21 juin au 21 septembre 2014. Un catalogue collectif de 184 p. est édité par la ville et porte le même titre que celui de l'exposition.  (ISBN 978-2-912950-09-3)